# Народу Техаса и всем американцам мира

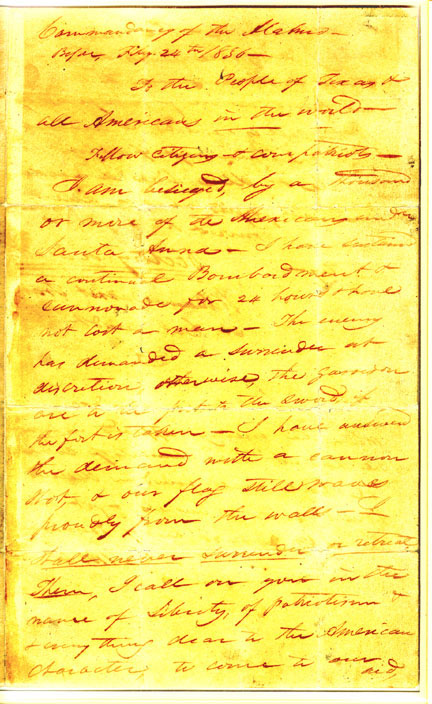
Первая страница письма Уильяма Баррета Тревиса «Народу Техаса и всем американцам мира».

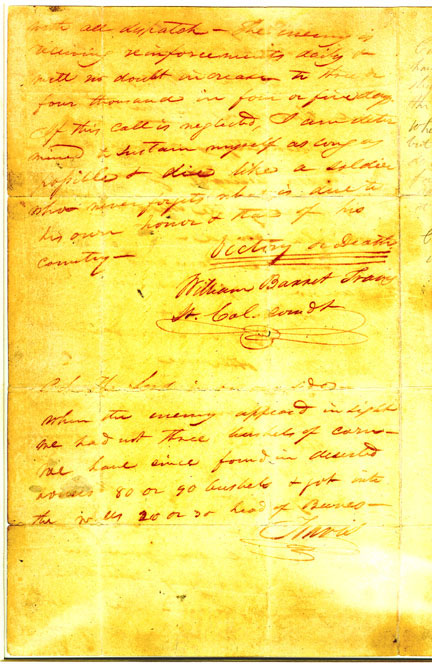
Вторая страница письма.

«Народу Техаса и всем американцам мира» (англ. To the People of Texas & All Americans in the World) — открытое письмо, написанное 24 февраля 1836 года командиром техасских сил в битве за Аламо Уильямом Барретом Тревисом к поселенцам Мексиканского Техаса.
23 февраля миссия Аламо в Сан-Антонио была осаждена мексиканскими войсками, ведомыми генералом Антонио Лопесом де Санта-Анной. Беспокоясь, что его небольшой гарнизон не сможет противостоять осаде, Тревис написал данное письмо в надежде на подкрепление и поставку снаряжения со стороны сочувствующих жителей. Письмо было вначале вручено курьеру Альберту Мартину, который доставил его в Гонсалес. Мартин добавил в текст письма несколько заключений, чтобы приободрить людей к прибытию в Аламо для подкрепления, а затем вручил его Ланселоту Смитерсу. Смитерс в свою очередь включил в письмо своё добавление и доставил письмо до конечного пункта назначения — в Сан-Фелипе-де-Остин. Местные издатели напечатали около 700 копий письма, оно также было издано в двух крупнейших техасских газетах и в итоге напечатано во многих изданиях США и Европы. Отчасти благодаря письму люди из Техаса и США стали собираться в Гонсалесе. От 32 до 90 из них достигли Аламо до того, как он пал; остальные сформировали ядро армии, которая разбила Санта-Анну в битве при Сан-Хасинто.
После окончания Техасской революции оригинал письма был доставлен семье Тревиса в Алабаму, а в 1893 году один из его потомков продал письмо штату Техас за 85 долларов. Несколько десятков лет оно выставлялось на открытое обозрение в библиотеке штата Техас; в настоящее время оригинал находится под защитой, а на обозрении выставляется копия письма, расположенная под портретом Тревиса.

## Предпосылки написания
Мексиканская конституция 1824 года смягчила иммиграционную политику страны, позволив иностранцам селиться в границах ряда регионов, таких как Мексиканский Техас. На эту территорию хлынуло большое количество людей: по переписи 1834 года население Техаса состояло из 7800 мексиканцев и 30 000 англоговорящих жителей в основном из США. Среди иммигрантов был Уильям Баррет Тревис родом из Алабамы, который до этого работал учителем, газетным издателем и юристом. Будучи любителем чтения, Тревис читал романы за один день. Его литературные вкусы склонялись в основном к жанрам романтических приключений и истории, в частности к романам Вальтера Скотта, Бенджамина Дизраэли и «Истории» Геродота. Впоследствии некоторые историки оперировали этим фактом, проводя связь между книгами, которые он читал, и его меланхоличным поведением.

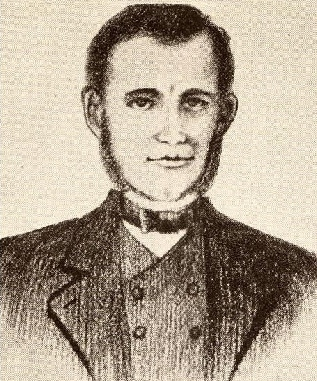
Уильям Баррет Тревис

В мае 1831 года Тревис открыл юридическую контору в техасском городе Анагуаке. Почти сразу после этого у него и его партнёра Патрика Джека возник конфликт с местным военным командором Хуаном Дэвисом Брэдбёрном. Их последующие действия стали причиной Анагуанских беспорядков в мае 1832 года. Согласно историку Уильяму Дэвису, Брэдбёрн «чрезмерно среагировал и сделал героев из двух местных мятежников, чьи действия до этого не имели силы даже для их людей». Брэдбёрн был вынужден уйти со своего поста и покинуть Техас.
Анагуакские беспорядки совпали по времени с мексиканской гражданской войной. Техасцы присоединились к приверженцам федерализма, выступая за усиление роли правительств штатов, в противовес централизованному правительству, которое устанавливало политику на национальном уровне. Федералисты одержали победу и избрали президентом генерала Антонио Лопеса де Санта-Анну. К 1835 году Санта-Анна стал прибирать власть в свои руки, в ответ федералисты подняли вооружённое восстание в нескольких мексиканских штатах. Тревис, который был страстным противником централизма, руководил атакой на Анагуак и вынудил мексиканский гарнизон сдаться. Многие техасцы считали, что действия Тревиса были неосмотрительны, и он был вынужден принести свои извинения за них. Но несмотря на то, что мексиканское правительство выпустило ордер на арест Тревиса, местные власти не стали его исполнять.
Техасцы стали всё в большей степени терять связь с правительством Санта-Анны, который ставил себя диктатором. В октябре началась техасская революция и делегатами было назначено временное правительство. Тревис получил звание подполковника новой регулярной армии, ему предложили возглавить кавалерийский эскадрон. Он участвовал в осаде Бехара, где он проявил себя, как «импульсивный, иногда непослушный офицер».
К концу 1835 года техасцы выбили все мексиканские вооружённые силы из Техаса. Полагая, что война окончилась, многие техасцы уволились из армии и вернулись домой. В январе 1836 года фактически распалось временное правительство, законодательный орган выразил недоверие губернатору Генри Смиту, который в ответ распустил его. Никто в Техасе не мог быть уверен, кто действительно находится у власти.
После того, как в техасском правительстве возник кризис, начались распространяться слухи о том, что Санта-Анна лично возглавит вторжение в Техас для подавления восстания. Несмотря на эти новости техасская армия продолжала уменьшаться. Жители Техаса разделились на тех, кто продолжал борьбу за независимость, и тех, кто был сторонником возврата к федералистскому правительству Мексики. Из-за замешательства многие техасцы оставались дома или возвращались из армии домой. В миссии Аламо в Сан-Антонио-де-Бехаре (сейчас Сан-Антонио) остался гарнизон, состоящий из менее 100 человек. Его командир Джеймс Нейл опасался, что его небольшая группа не будет способна противостоять вторжению мексиканских войск. В ответ на постоянные запросы Нейла о подкреплении губернатор Смит отправил в Аламо 30 человек под командованием Тревиса, которые прибыли туда 3 февраля.

## Написание письма
Тревис принял командование Аламо 11 февраля, когда Нейл взял увольнительную. 23 февраля Санта-Анна прибыл в Бехар во главе приблизительно полуторатысячной мексиканской армии 150 техасских солдат не были готовы к такому развитию событий.. Когда мексиканцы начали наступать на Аламо, техасцы быстро согнали скот в комплекс и просили еду в близлежащих домах. Многие жители Сан-Антонио-де-Бехара, когда узнали о приближении мексиканской армии, покинули свои дома. Мексиканская армия начала осаду Аламо и подняла кроваво-красный флаг, означавший, что пощады не будет. Тревис ответил залпом из крупнейшей пушки Аламо.
Первая ночь осады была достаточно тихой, а на следующий день мексиканская артиллерия начала обстрел Аламо. Мексиканский полковник Хуан Альмонте писал в своём дневнике, что в результате бомбардировки были выведены из строя две пушки Аламо, в том числе массивное 18-фунтовое орудие. Однако техасцы быстро вернули орудия в боевое состояние. Вскоре после этого Тревис, прося подкрепления, написал открытое письмо, адресованное «народу Техаса и всем американцам мира».

Народу Техаса и всем американцам мира:
Сограждане и соотечественники — я осаждён тысячей или более мексиканцев под командованием Санта-Анны — я подвергаюсь постоянной бомбардировке и канонаде 24 часа и не потерял ни одного человека. Враг требует сдаться по собственной воле, иначе, если они возьмут форт, гарнизон предадут мечу — я ответил на это требование выстрелом из пушки, и наш флаг до сих пор гордо реет над стенами. Я никогда не сдамся и не отступлю. Теперь я призываю вас во имя Свободы, патриотизма и всего, что дорого американскому характеру, прийти к нам на помощь как можно быстрее — враг получает подкрепления ежедневно и, без сомнения, достигнет количества трёх или четырёх тысяч через четыре или пять дней. Если этот призыв будет проигнорирован, я твёрдо намерен защищаться сам так долго, насколько возможно, и умру, как солдат, который не забывает, что есть долг перед его честью и его страной — Победа или Смерть.
Уильям Баррет Тревис
подполковник комендант
P.S. Господь на нашей стороне —
Когда враг появился в поле зрения, у нас не было и трёх бушелей зерна—
С тех пор мы нашли в покинутых домах 80 или 90 бушелей и привели за стены 20 или 30 голов коров.
Тревис
Оригинальный текст (англ.)To the People of Texas & All Americans in the World:

Fellow citizens & compatriots — I am besieged, by a thousand or more of the Mexicans under Santa Anna—I have sustained a continual Bombardment & cannonade for 24 hours & have not lost a man. The enemy has demanded a surrender at discretion, otherwise, the garrison are to be put to the sword, if the fort is taken — I have answered the demand with a cannon shot, & our flag still waves proudly from the walls. I shall never surrender or retreat. Then, I call on you in the name of Liberty, of patriotism & everything dear to the American character, to come to our aid, with all dispatch — The enemy is receiving reinforcements daily & will no doubt increase to three or four thousand in four or five days. If this call is neglected, I am determined to sustain myself as long as possible & die like a soldier who never forgets what is due to his own honor & that of his country — Victory or Death.
William Barret Travis
Lt. Col. comdt
P.S. The Lord is on our side—When the enemy appeared in sight we had not three bushels of corn—We have since found in deserted houses 80 or 90 bushels & got into the walls 20 or 30 head of Beeves.

Travis

Фраза «Я никогда не сдамся и не отступлю» был подчёркнута один раз, а фраза «Победа или Смерть» — три раза.

## Распространение письма

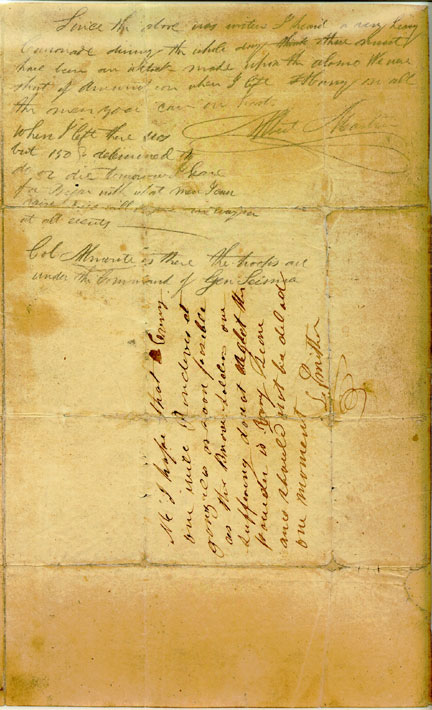
И Альберт Мартин, и Ланселот Смитерс написали от себя добавления на обратной стороне письма. Два постскриптума видны на сканированной копии документа.

Тревис доверил письмо курьеру Альберту Мартину, который под покровом ночи проскакал на лошади 110 километров до ближайшего города — Гонсалеса. Во время поездки Мартин добавил к письму два постскриптума. Главным опасением Мартина было то, что мексиканцы уже атаковали Аламо, так как он слышал пушечные выстрелы после того, как покинул форт. Поэтому он закончил свой первый постскриптум фразой «Спешите все, кто может успеть» (англ. «Hurry on all the men you can in haste»). Второй постскриптум трудночитаем, так как письмо было согнуто по одной из линий текста и износилось, в результате чего несколько слов были стёрты. Однако суть письма от этого не изменилась, и Мартин намеревался собрать подкрепление и вернуться как можно быстрее в форт.
Мартин вручил письмо Ланселоту Смитерсу, и, когда мексиканская армия прибыла в Бехар, Смитерс без промедления стал готовить подкрепление в Гонсалесе. Смитерс добавил под постскриптумами Мартина свой текст с целью воодушевить людей для сбора в Гонсалесе, чтобы оттуда выступить в Аламо.
До того, как покинуть Гонсалес, Смитерс вручил Эндрю Понтону, алькальду города, письмо следующего содержания:

Всем жителям Техаса:

Кратко говоря, в Бехаре сейчас находятся 2000 мексиканских солдат, и 150 американцев в Аламо. Во главе них — Сесма, и по лучшим оценкам, которые можно ожидать, они не намереваются давать никакой пощады. Если каждый мужчина не сможет стать мужчиной, то все люди в Аламо будут убиты.
Запасов им хватит не более, чем на 8 или 10 дней. Они сказали, что будут защищать его или умрут на этой земле. Провизия, боеприпасы и люди, или ваши люди будут убиты в форте. Если вы не выдвинетесь, то Техас погиб. Я покинул Бехар 23-го в 4 утра.
По приказу

У. В. Тревиса [орфография автора]

Л. Смитерс
Оригинальный текст (англ.)To All the Inhabitants of Texas:

In a few words there is 2000 Mexican soldiers in Bexar, and 150 Americans in the Alamo. Sesma is at the head of them, and from best accounts that can be obtained, they intend to show no quarter. If every man cannot turn out to a man every man in the Alamo will be murdered.
They have not more than 8 or 10 days provisions. They say they will defend it or die on the ground. Provisions, ammunition and Men, or suffer your men to be murdered in the Fort. If you do not turn out Texas is gone. I left Bexar on the 23rd at 4 P.M.
By order of

W.V. Travis [sic]

L. Smithers

Понтон послал копию этого письма командующему Комитета бдительности и безопасности в Накодочесе полковнику Анри Роже, который сохранил полученное письмо и отправил копию со своими комментариями в Накитеш, Луизиана председателю Комитета бдительности и безопасности по техасским вопросам доктору Джону Сибли.
Смитерс действовал быстро и доставил письмо Тревиса в Сан-Фелипе-де-Остин менее, чем за 40 часов. Во время организованной в спешке встречи лидеры города приняли ряд решений об оказании поддержки защитникам Аламо. По результатам встречи были напечатаны листовки с репродукцией письма Тревиса. После распространения 200 копий листовок газетные издатели Джозеф Бейкер и Томас Борден сделали в газетах по меньшей мере четыре разных репродукций письма, выпустив в результате более 500 дополнительных копий. В последней газетной версии было включено послание губернатора Генри Смита, в котором он призвал поселенцев «лететь на помощь к вашим соотечественникам и не допустить их убийства врагами-наёмниками…Призыв направлен ко ВСЕМ, кто способен носить оружие, чтобы собраться незамедлительно, или через пятнадцать дней сердце Техаса будет местом войны». 2 марта письмо было напечатано в газете Texas Republican. Оно также появилось в другой крупной техасской газете Telegraph and Texas Register через три дня. В итоге письмо было перепечатано во многих изданиях США и Европы.

## Реакция на письмо в Техасе

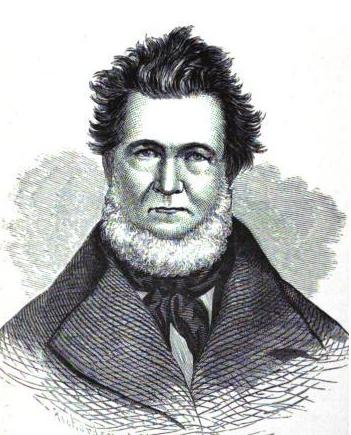
Дэвид Бернет возможно не стал бы президентом Республики Техас, если бы не прочёл письмо Тревиса.

Данное письмо было одним из нескольких, которые Тревис отправил во время осады Аламо. Содержание всех их было схожим — мексиканская армия вторглась в Техас, Аламо был окружён, техасцам нужно было больше людей и боеприпасов для обороны. Однако от правительства Техаса помощи не ожидалось. Эта ситуация показала полную неэффективность действий временного правительства и, 1 марта, делегатами Конвенции 1836 года было решено создать новое правительство. Большинство из делегатов верили, что Тревис преувеличивает проблемы, с которыми он столкнулся.
Многие жители Техаса не разделяли видение собрания по этому вопросу. После того, как письмо было распространено по Техасу, многие поселенцы покинули свои дома, чтобы собраться в Гонсалесе, куда с остатками техасских вооружённых сил должен был прибыть полковник Джеймс Фэннин. 27 февраля одна из групп, состоящая из 32 человек, не дожидаясь остальных, выдвинулась в Аламо. Согласно исследованиям историка Томаса Рикса Линдли 4 марта до Аламо дошли дополнительные подкрепления в количестве 50-60 человек.
6 марта почти все техасцы, защищавшие Аламо, были убиты после атаки мексиканцев, вероятно Тревис был одним из первых погибших. Не зная о падении Аламо подкрепления продолжали собираться. Новость о поражении достигла Гонсалес 11 марта, когда там находилось более 400 человек. Днём ранее в Гонсалес прибыл новый командир техасской армии генерал Сэм Хьюстон. Услышав о падении Аламо, Хьюстон взял на себя управление собранными добровольцами. В последующий месяц он в спешке смог организовать армию, которая разбила Санта-Анну в битве при Сан-Хасинто, положив конец Техасской революции.
Письмо оказало влияние также на выбор временного президента провозглашённой Республики Техас — Дэвида Бернета. После прочтения одной из листовок с копией письма Бернет направился к Тревису в Аламо. После остановки в Вашингтоне-на-Бразосе, чтобы набрать подкрепления во время Конвенции 1836 года, Бернета заинтересовали их дискуссии, и он остался на собрании в качестве зрителя. 2 марта Конвенция провозгласила независимость от Мексики, но делегаты опасались за безопасность руководства новой страны. Разговаривая с многими из делегатов, Бернет изъявил желание служить первым президентом новой республики, даже если это сделает его мишенью для Санта-Анны. Из-за того, что большинство основных претендентов на эту должность не присутствовали на собрании из-за дел, связанных с войной, кандидатура Бернета на президентство была выставлена, и в итоге он одержал победу над единственным конкурентом — Сэмюэлом Каросном — с преимуществом 29 голосов против 23.

## Хранение
После окончания Техасской революции оригинал письма Тревиса был передан его семье в Алабаму. Известно, что после военных действий жену Тревиса посетили несколько известных техасцев, однако историки затрудняются сказать, кто из них доставил ей письмо. Дочка Тревиса — Сьюзан (которой в момент смерти отца было 5 лет) затем передала его своим потомкам, в итоге оно по наследству перешло к её правнуку Джону Дэвидсону. В феврале 1891 года Дэвидсон дал письмо в аренду Техасскому департаменту сельского хозяйства, страхования, статистики и истории. Через два года он предложил штату Техас приобрести у него письмо за 250 долларов, что составляло половину суммы, которой обладал штат на годовое приобретение исторических манускриптов. После переговоров Дэвидсон согласился продать письмо за 85 долларов, и 29 мая 1893 года письмо официально перешло в собственность штата.
Несколько десятков лет письмо было выставлено на всеобщее обозрение под стеклом с другими манускриптами и артефактами Техасской революции. Впоследствии оно было помещено с библией семьи Тревисов и копией его завещания. В 1909 году письмо переехало в библиотеку штата Техас и с тех пор лишь дважды выносилось из её здания: оно было среди 143 документов, заимствованных Комитетом исторических выставок для Техасской столетней выставки в 1936 году, и ненадолго вывозилось для выставки в 1986 году. В настоящий момент оригинал письма не выставляется, на его месте выставлена точная факсимильная копия, над которой расположен портрет Тревиса.
Известны также четыре экземпляра оригинальных листовок 1836 года. Одна из них была выставлена на аукцион в 2004 году, где оценивалась в 250 000 долларов.

## Отзывы и критика
В период, когда было только два способа коммуникаций — речь и писанное слово — Тревис использовал язык эмоционального побуждения людей. Послание, более чем отражающее эго Тревиса, показывает срочную необходимость для него повлиять на граждан с похожим мышлением, чтобы они поспешили с помощью гарнизону.
Письмо считается одним из важнейших документов в техасской истории, некоторые историки отзывались о нём как о «шедевре американского патриотизма» или даже как об «одной из величайших деклараций и вызовов на английском языке». Редко можно встретить книгу о защите миссии Аламо или о Техасской революции, в которой бы не был напечатан текст письма или выдержки из него. Письмо в полном объёме также присутствует практически во всех техасских учебниках по истории для начальных и средних классов. Постскриптумы встречаются в печатных изданиях значительно реже. Несмотря на их неразрывную связь с письмом даже техасская минимальная школьная программа включает в себя только само письмо.

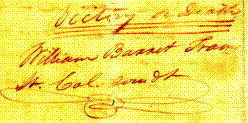
Тревис завершил письмо словами «Победа или Смерть», за которыми следует его подпись и звание. Выбор слов напоминает крик Патрика Генри «Свобода или Смерть!»

Почти сразу после прибытия в Техас Тревис попытался влиять на военную пропаганду в Техасе. Тон его писем сильно варьировался — от сдержанных небрежных отчётов временному правительству до более красноречивых обращений к широкой аудитории. Имея ограниченные время и возможности для убеждения людей, Тревис добился успеха, что некоторые историки назвали «эмоциональным побуждением людей».
Возможно, что опыт для подбора языка, который убедил аудиторию, Тревис получил на предыдущей работе журналиста. Согласно некоторым мнениям историков Тревис выбрал эту манеру письма не только для того, чтобы показать свою экстренную нужду в подкреплении, но и чтобы обострить споры внутри Техаса, которые бы спровоцировали всех взяться за оружие. Он выбрал «недвусмысленный и вызывающий» язык, в результате чего получилось «очень сильное» письмо. Письмо также называют неофициальной декларацией независимости Техаса. Часть учёных считает, что слова были навеяны знаменитым возгласом Патрика Генри во время Американской революции — «Свобода или Смерть!»
Критики осмеивают в основном эмоциональность письма, отмечая, что в нём чётко проявляется «увлечённость романтикой и рыцарством», нередко встречающейся среди любителей творчества Вальтера Скотта.

## Комментарии
1. ↑  Для сравнения в 1825 году население Техаса состояло из 3500 мексиканцев и нескольких англоговорящих поселенцев. (Edmondson (2000), p. 75.)
2. ↑  Стремясь ограничить иммиграцию в Техас из США, мексиканское правительство приняло ряд законов, ограничивавших права поселенцев. Общая напряжённость связанная с этим и несколько частных конфликтов между местным военным командором с одной стороны и Тревисом и Патриком Джеком с другой стороны повлекли за собой арест последних и взрыв насилия в районе Анагуака. В ходе уличных перестрелок погибли 6 человек (1 техасец и 5 мексиканцев). В середине июня 1832 года колонисты захватили в заложники несколько мексиканских офицеров, выдвинув требования представителям власти. Среди прочих условий были — освобождение Тревиса и Джека, и отставка Брэдбёрна. Активная фаза противостояния продолжалась около месяца и закончилась удовлетворением основных требований восставших. Хотя акции протеста в регионе длились всё лето.
3. ↑  Добровольцы, собравшиеся в Аламо, не одобряли назначение Тревиса, как офицера регулярной армии. В альтернативу он выбрали командиром Джеймса Боуи. Боуи и Тревис делили командование до утра 24 февраля, когда Боуи из-за болезни не смог дальше нести обязанности, и Тревис принял единоличное командование на себя. (Hardin (1994), pp. 117—20.)
4. ↑  Многие в Аламо полагали, что командиром мексиканских войск был Хоакин Рамирес-и-Сесма, а Санта-Анна прибудет позже со следующим подкреплением. (Edmondson (2000), p. 349.)
5. ↑  Однако Фэннин отказался от этой миссии 27 февраля и вернулся в Голиад. (Edmondson (2000), pp. 324, 328.) Он и многие его люди были убиты мексиканскими войсками во время Голиадской резни в конце марта.
6. ↑  Конвенция 1836 года официально провозгласила независимость Техаса 2 марта, о чём защитники Аламо не знали.